# Poolland
Poolland is een dijk en een buurtschap in de gemeente Hollands Kroon in de Nederlandse provincie Noord-Holland.
De dijk maakt deel uit van de Westfriese Omringdijk. Noordelijk ervan ligt de Wieringerwaard. Tot de inpoldering daarvan in 1610 was er een kweldergebied dat de dijk beschermde tegen de zee. Aan de dijk wonen al heel lang mensen. De naam Pool Lant komt rond 1682 voor het eerst op een kaart voor.  
De herkomst van de naam is onduidelijk. Mogelijk gaat het om het Middelnederlands pol 'laagliggend, door aanslibbing gevormd land' of Oudnederlands *polla 'heuveltje, verhoging in het landschap'. Het zou dan - net als de pôllen te Molkwerum en de werven te Marken - om woningen gaan die op verhoogde erven werden gebouwd, 
Tot 31 december 2011 behoorde Poolland tot de gemeentes Niedorp en Anna Paulowna die per 1 januari 2012 in een gemeentelijke herindeling samengevoegd zijn tot de gemeente Hollands Kroon.

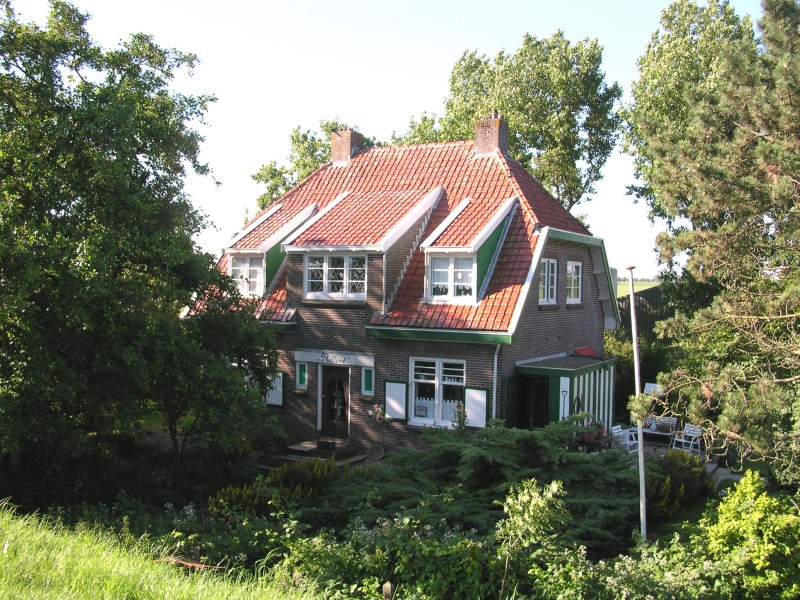
Het huis Poolland
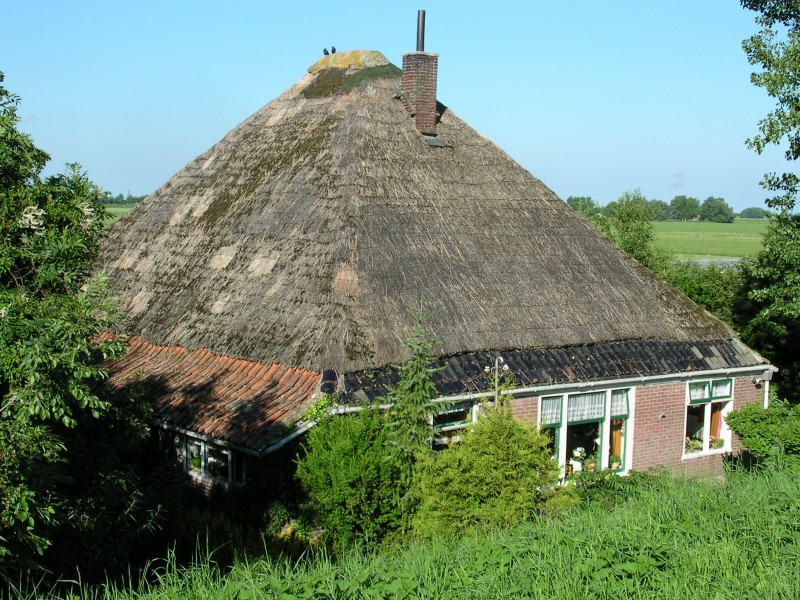
Stolpboerderij

Dorpen en gehuchten: Anna Paulowna · Barsingerhorn · Breezand · Den Oever · Haringhuizen · Hippolytushoef · De Haukes · Kleine Sluis · Kolhorn · Kreil · Kreileroord · Lutjewinkel · Middenmeer · Moerbeek · Nieuwe Niedorp · Nieuwesluis · Oosterklief · Oosterland · Oude Niedorp · Slootdorp · Smerp · Stroe · De Strook · Terdiek · Tolke (deels) · Van Ewijcksluis · Vatrop · 't Veld · Verlaat (deels) · Westerklief · Westerland · Wieringerwaard · Wieringerwerf · Winkel · Zijdewind

Buurtschappen: Blokhuizen · Dam · De Belt · De Bomen · De Elft · Emaus · Gelderse Buurt · De Gest · Groetpolder · Hanedoes · De Heid · De Hoelm · Hogebieren · Hollebalg · De Kampen · Langereis (deels) · De Leijen · Lutjekolhorn · Mientbrug · Noord-Stroe · Noordburen · Noorderbuurt · De Normer · Poolland · Spoorbuurt · Tin · Vennik (deels) · Wateringskant · De Weel (deels) · De Weere · Westeinde  · Zandburen

Noord-Holland: Steden en dorpen    Nederland: Provincies · Gemeenten